# إيفان أليغو
إيفان أليغو (بالإسبانية: Iván Alejo Peralta)‏ هو لاعب كرة قدم إسباني، ولد في 10 فبراير 1995 في بلد الوليد في إسبانيا. لعب مع أتلتيكو مدريد ونادي إيبار.

## وصلات خارجية
- إيفان أليغو على موقع قاعدة بيانات كرة القدم.إي يو (الإنجليزية)
- إيفان أليغو على موقع Soccerway.com (الإنجليزية)
- إيفان أليغو على موقع AS.com (الإسبانية)